# توماس وان شیل
توماس وان شیل (انگلیسی: Thomas von Scheele؛ زادهٔ ۱۹۶۹) یک بازیکن تنیس روی میز اهل سوئد است. 
وی در مسابقات کشوری و بین‌المللی در مجموع برنده ۲ مدال طلا، ۱ مدال نقره، ۳ مدال برنز شده‌است.